# Mozambico ai Giochi della XXVIII Olimpiade
Il Mozambico partecipò ai Giochi della XXVIII Olimpiade, svoltisi ad Atene, Grecia, dal 13 al 29 agosto 2004, con una delegazione di 4 atleti impegnati in due discipline.

## Risultati

### Atletica leggera
| Q | Qualificato al turno successivo per la Classifica in qualificazione                                                          |
| q | Qualificato per il turno successivo per ripescaggio o, negli eventi su campo, conquistando la misura minima per qualificarsi |

Maschile
Eventi su pista e strada
| Atleta     | Evento         | Batteria  | Batteria   | Semifinale      | Semifinale      | Finale          | Finale          |
| Atleta     | Evento         | Risultato | Classifica | Risultato       | Classifica      | Risultato       | Classifica      |
| ---------- | -------------- | --------- | ---------- | --------------- | --------------- | --------------- | --------------- |
| Kurt Couto | 400 m ostacoli | 51"18     | 7º         | non qualificato | non qualificato | non qualificato | non qualificato |

Femminile
Eventi su pista e strada
| Atleta       | Evento      | Batteria  | Batteria   | Semifinale | Semifinale | Finale    | Finale     |
| Atleta       | Evento      | Risultato | Classifica | Risultato  | Classifica | Risultato | Classifica |
| ------------ | ----------- | --------- | ---------- | ---------- | ---------- | --------- | ---------- |
| Maria Mutola | 800 m piani | 2'01"50   | 2ª Q       | 1'59"30    | 1ª Q       | 1'56"51   | 4ª         |

### Nuoto
Maschile
| Atleta         | Evento             | Batteria  | Batteria   | Semifinale      | Semifinale      | Finale          | Finale          |
| Atleta         | Evento             | Risultato | Classifica | Risultato       | Classifica      | Risultato       | Classifica      |
| -------------- | ------------------ | --------- | ---------- | --------------- | --------------- | --------------- | --------------- |
| Leonel Matonse | 100 m stile libero | 57"79     | 65º        | non qualificato | non qualificato | non qualificato | non qualificato |

Femminile
| Atleta          | Evento            | Batteria  | Batteria   | Semifinale      | Semifinale      | Finale          | Finale          |
| Atleta          | Evento            | Risultato | Classifica | Risultato       | Classifica      | Risultato       | Classifica      |
| --------------- | ----------------- | --------- | ---------- | --------------- | --------------- | --------------- | --------------- |
| Ermelinda Zamba | 50 m stile libero | 29"34     | 55ª        | non qualificata | non qualificata | non qualificata | non qualificata |